# I Need You Tonight
I Need You Tonight è il primo singolo del musicista rap britannico Professor Green, pubblicato dall'etichetta discografica Virgin il 10 maggio 2010.
Il brano, una collaborazione con Ed Drewett, è stato inserito nell'album di debutto di Professor Green, Alive Till I'm Dead
La canzone è costruita su un campionamento di Need You Tonight degli INXS.

## Tracce
Promo - CD-Single (Virgin - (EMI)
1. I Need You Tonight - 3:40

Digital download
1. I Need You Tonight - 3:45
2. I Need You Tonight (Doman & Gooding Remix) - 4:20
3. I Need You Tonight (Gramophonedzie Remix) - 6:50
4. I Need You Tonight (Instrumental) - 3:44
5. Hard Night Out - 3:16
6. I Need You Tonight (Video) - 3:34

CD single
1. I Need You Tonight - 3:00
2. I Need You Tonight (Radio Edit) - 3:45

## Classifiche
| Classifiche (2010) | Posizione raggiunta |
| ------------------ | ------------------- |
| Belgio (Vallonia)  | 18                  |
| Irlanda            | 15                  |
| Regno Unito        | 3                   |